# Rhadinopsylla ioffi
Rhadinopsylla ioffi är en loppart som beskrevs av Wagner 1930. Rhadinopsylla ioffi ingår i släktet Rhadinopsylla och familjen mullvadsloppor. Inga underarter finns listade i Catalogue of Life.